# Sibbaldia cuneata
Sibbaldia cuneata là loài thực vật có hoa trong họ Hoa hồng. Loài này được Hornem. ex Kuntze miêu tả khoa học đầu tiên năm 1847.